# Όrοs Kedrοs
Όrοs Kedrοs este o arie protejată (arie specială de conservare — SAC, sit de importanță comunitară — SCI) din Grecia întinsă pe o suprafață de 4.842,2 ha, integral pe uscat.

## Localizare
Centrul sitului Όrοs Kedrοs este situat la coordonatele 35°11′12″N 24°36′57″E / 35.186712°N 24.615801°E.

## Înființare
Situl Όrοs Kedrοs a fost declarat sit de importanță comunitară în aprilie 1997 pentru a proteja 2 specii de plante și 1 specie de animale. Situl a fost protejat și ca arie specială de conservare în martie 2011.

## Biodiversitate
Situată în ecoregiunea mediteraneană, aria protejată conține 9 habitate naturale: Râuri mediteraneene cu debit intermitent, cu specii de Paspalo-Agrostidion, Lande oro-mediteraneene cu formațiuni endemice de grozamă, Sarcopoterium spinosum phryganas, Phrygana endemică cu Euphorbio-Verbascion, Pseudostepă cu ierburi și specii anuale de Thero-Brachypodietea, Grohotișuri est-mediteraneene, Pante stâncoase calcaroase cu vegetație casmofită, Păduri de Cupressus (Acero-Cupression), Păduri de Quercus brachyphylla din zona Mării Egee.
La baza desemnării sitului se află mai multe specii protejate:
- plante (2): Origanum dictamnus, Zelkova abelicea
- reptile (1): elaphe situla (Zamenis situla)

Pe lângă speciile protejate, pe teritoriul sitului au mai fost identificate 17 specii de plante, 3 specii de amfibieni, 2 specii de mamifere, 5 specii de reptile.